# Анастасиева война
Персийско-византийската война (502 – 506) е война между перси и византийци.

## Войната
През управлението на византийския император Анастасий I, през лятото на 502 година, стремейки се да разшири границите на Персия, цар Кавад I нахлува във Византийска Армения. Бързо, без съпротива, превзема неподготвените за обсада градове Теодосиопол и Мартиропол, но е спрян при град Амида. Обсадата на града продължава през есента и зимата, градът пада едва в началото на 503 година. За това време византийците си връщат Феодосиопол.
След превземането на Амида, персите пристъпват към обсада на Едеса, а византийците се опитват да си върнат Амида. Накрая през 504 година, след продължителна обсада персийският гарнизон на Амида се предава, но няма по-нататъшно развитие на военните действия, тъй като заради сраженията със савирите в Закавказието, персийските войски напускат театъра на военните действия.
Две години след прекратяването на военните действия, е подписан мирен договор, според който персите връщат Мартиропол и признават довоенната граница.